# Az Amerikai Egyesült Államok függetlenségi nyilatkozata

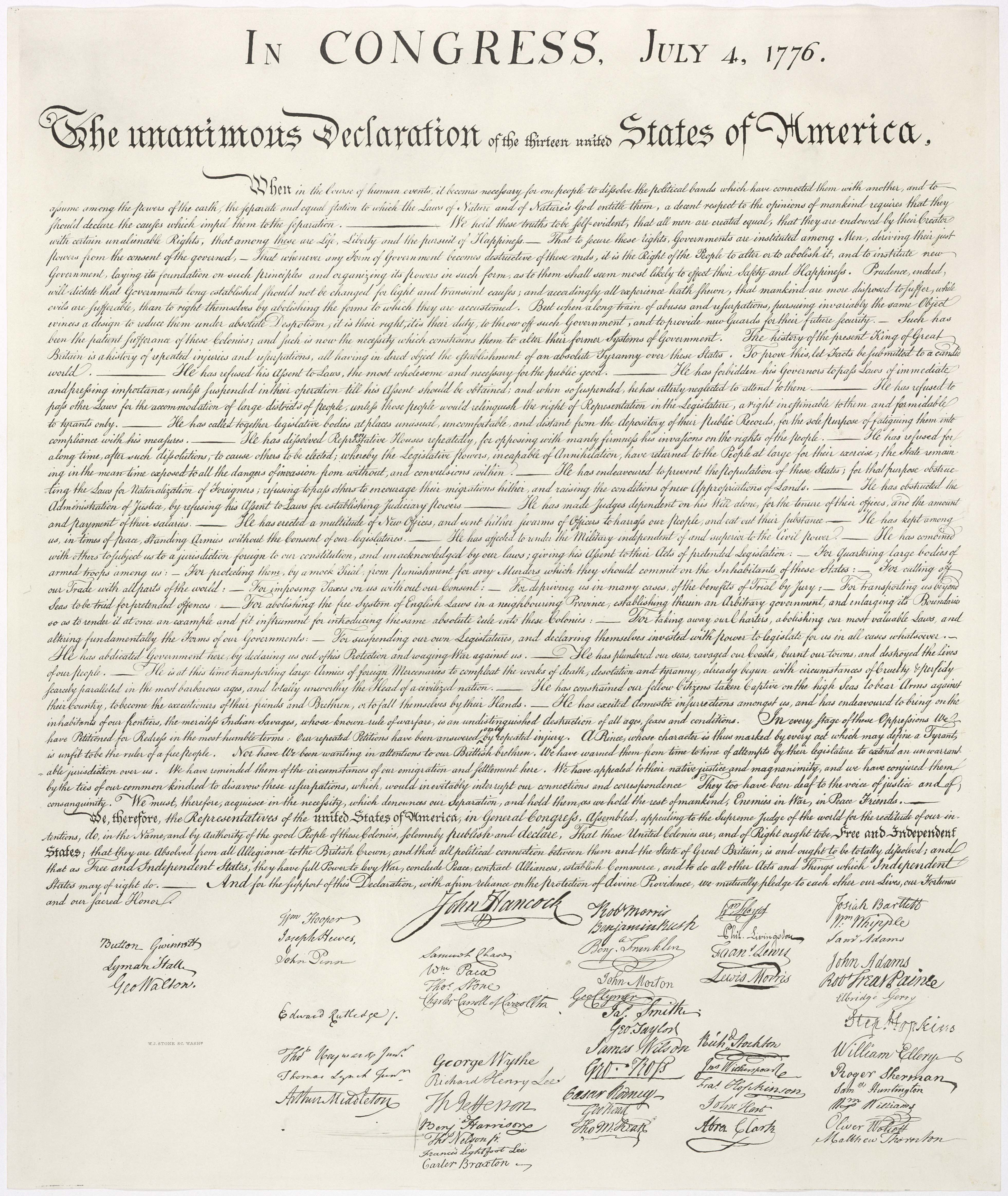
A függetlenségi nyilatkozat

1776. július 4-én a Kontinentális kongresszus elfogadta a tizenhárom gyarmatnak a Brit Birodalomtól való függetlenségét kimondó Lee-határozatot. A döntést hivatalosan bejelentő és megindokló dokumentum, az Amerikai Egyesült Államok függetlenségi nyilatkozata július 4-én került jóváhagyásra.
Az eredeti dokumentum a washingtoni Nemzeti Archívumban látható. Július 4., a függetlenség napja az USA nemzeti ünnepe, illetve szövetségi állami főünnepe.

## Történeti háttér

### A Kontinentális kongresszusok
A bostoni teadélutánt követően a brit parlament megtorlásként öt törvényt hozott, melyeket a gyarmaton élők a „kényszerítő” vagy „tűrhetetlen törvények” elnevezéssel illettek.
- a bostoni kikötő bezárása az elpusztított tea árának megtérítéséig
- Massachusetts közvetlen brit kormányzás alá rendelése
- a kormányzó a királyi hivatalnokok elleni pereket más gyarmatra vagy az anyaországba helyezheti át
- a kormányzó saját maga is kiutalhat szállást a katonáknak, ha a gyarmatok törvényhozásai ezt nem teszik meg
- Québec tartomány területének növelése és a francia katolikus lakosságnak adott kedvezmények

Az 1774 szeptemberében összehívott első kontinentális kongresszuson a gyarmatok képviselői a brit áruk bojkottja mellett döntöttek és petícióban követelték a királytól a törvények visszavonását – sikertelenül.
1775. április 10-én kitört az amerikai függetlenségi háború. Az 1775 májusában, Philadelphiában összeült második kontinentális kongresszus egyes küldöttei számára a függetlenné válás már reális célnak tűnt, ám egyelőre senki sem sürgette. Bár sokan úgy gondolták, a brit parlamentnek nincs törvényes fennhatósága az amerikai gyarmatok felett, azt remélték, hogy III. György király az ő oldalukon foglal állást, mivel a hozzá és a brit alkotmányhoz való hűségüket továbbra is hangsúlyozták. 1775. július 5-én a kongresszus újabb petíciót fogalmazott meg, amelyet (hat hét múlva, amikor az Londonba ért) az uralkodó nem vett át. Augusztus 23-án, a Bunker Hill-i csata (június 17.) hírére reagálva György proklamációban jelentette ki, hogy az amerikai gyarmatok „nyílt lázadásba” kezdtek, október 26-án, a parlament nyitó ülésén tartott beszédében pedig színleltnek nevezte az amerikaiak iránta való hűségét, mivel valódi céljuk szerinte egy független birodalom megalapítása volt. György kijelentette, hogy szándékában áll a lázadás fegyverrel való elfojtása, és ehhez akár idegen csapatok segítségét is igénybe veszi.
A király válasza után a függetlenséget sürgető hangok felerősödtek; köztük az egyik leghatásosabb Thomas Paine-é volt, aki Józan ész című, hamar népszerűvé váló írásában (megj. 1776. január 10.) a teljes függetlenség és a köztársaság kikiáltása mellett érvelt.
Az 1776. június 7-én összeült Kongresszus egyetértett Paine teljes függetlenségre való törekvésével. Június 11-étől Benjamin Franklin, John Adams, Thomas Jefferson, Robert R. Livingston és Roger Sherman elkezdték írni a nyilatkozatot, és összeállították az első változatot, ami július 1-jén került a Kongresszus elé. John Hancock, a Kongresszus elnöke, és titkára, Charles Thomson, július 4-én aláírta az okmányt. A nyilatkozat azonban csak augusztus 10-ére ért el Londonba, és csak 1783-ban, a párizsi békével lépett érvénybe.

## A szöveg megírása

John Trumbull híres festménye a közhiedelemmel ellentétben nem a függetlenségi nyilatkozat aláírását, hanem azt ábrázolja, amint az öttagú bizottság a Kongresszus elé tárja a nyilatkozat szövegét

1776. június 11-én a Kongresszus öttagú bizottságot állított fel a nyilatkozat megfogalmazására, melynek tagjai John Adams (Massachusetts), Benjamin Franklin (Pennsylvania), Thomas Jefferson (Virginia), Robert R. Livingston (New York) és Roger Sherman (Connecticut) voltak. A bizottság tevékenységéről nem készített jegyzeteket, ezért nem tudjuk pontosan, hogyan dolgoztak – Jefferson és Adams évekkel későbbi visszaemlékezései ellentmondásosak, s így nem igazán megbízhatók. Abban biztosak lehetünk, hogy a dokumentum felépítésének megbeszélése után a bizottság Jeffersonra bízta az első fogalmazvány megírását. Jefferson ugyan tizenhét napig dolgozott a szövegen, ám mivel a Kongresszus sűrű programja sok idejét lefoglalta, valószínűleg sietve fogalmazott. Az első fogalmazványt a bizottság többi tagjának javaslataival módosítva és kiegészítve készítte el azt a változatot, amelyet 1776. június 28-án a Kongresszus elé terjesztettek Az Amerikai Egyesült Államok képviselői általános kongresszusának nyilatkozata (A Declaration by the Representatives of the United States of America, in General Congress assembled) címen.

## A nyilatkozat aláírása

### Aláírók
A függetlenségi nyilatkozatot ötvenhatan látták el kézjegyükkel:
- Delaware: George Read, Caesar Rodney, Thomas McKean
- Pennsylvania: Robert Morris, Benjamin Rush, Benjamin Franklin, John Morton, George Clymer, James Smith, George Taylor, James Wilson, George Ross
- New Jersey: Richard Stockton, John Witherspoon, Francis Hopkinson, John Hart, Abraham Clark
- Georgia: Button Gwinnett, Lyman Hall, George Walton
- Connecticut: Roger Sherman, Samuel Huntington, William Williams, Oliver Wolcott
- Massachusetts: Samuel Adams, John Adams, John Hancock, Robert Treat Paine, Elbridge Gerry
- Maryland: Samuel Chase, William Paca, Thomas Stone, Charles Carroll of Carrollton
- Dél-Karolina: Edward Rutledge, Thomas Heyward, Jr., Thomas Lynch, Jr., Arthur Middleton
- New Hampshire: Josiah Bartlett, William Whipple, Matthew Thornton
- Rhode Island: Stephen Hopkins, William Ellery
- New York: William Floyd, Philip Livingston, Francis Lewis, Lewis Morris
- Virginia: George Wythe, Richard Henry Lee, Thomas Jefferson, Benjamin Harrison, Thomas Nelson, Jr., Francis Lightfoot Lee, Carter Braxton
- Észak-Karolina: William Hooper, Joseph Hewes, John Penn

## A nyilatkozat filozófiai háttere
A felvilágosodáskori eszmék a nyilatkozatban megjelentek, mint például a szabadságjog, az egyenlőség és a deizmus eszméje. Bizonyos sorokat szó szerint vettek át John Locke műveiből.

## Bibliográfia
- Becker, Carl. The Declaration of Independence: A Study in the History of Political Ideas. 1922. Online: The Online Library of Liberty Archiválva 2017. április 30-i dátummal a Wayback Machine-ben és Google Book Search. Revised edition New York: Vintage Books, 1970. ISBN 0394700600.
- Boyd, Julian P. The Declaration of Independence: The Evolution of the Text. Originally published 1945. Revised edition edited by Gerard W. Gawalt. University Press of New England, 1999. ISBN 0844409804.
- Boyd, Julian P. "The Declaration of Independence: The Mystery of the Lost Original". Pennsylvania Magazine of History and Biography 100, number 4 (October 1976) , 438–467.
- Burnett, Edward Cody. The Continental Congress. New York: Norton, 1941.
- Christie, Ian R. and Benjamin W. Labaree. Empire or Independence, 1760-1776: A British-American Dialogue on the Coming of the American Revolution. New York: Norton, 1976.
- Dumbauld, Edward. The Declaration of Independence And What It Means Today. Norman: University of Oklahoma Press, 1950.
- Friedenwald, Herbert. The Declaration of Independence: An Interpretation and an Analysis. New York: Macmillan, 1904. Hozzáférhető az Internet Archive oldalán.
- Hamza Gábor: Alkotmányfejlődés az Amerikai Egyesült Államokban különös tekintettel a hatalmi ágak elválasztására. Parlamenti Szemle 1 (2016) 5-22. http://www.parlamentiszemle.hu/lapszamok/2016-1-lapszam%5B%5D
- Hazelton, John H. The Declaration of Independence: Its History. Eredeti kiadás 1906. New York: Da Capo Press, 1970. ISBN 0306719878. Az 1906-os változat elérhető a Google Book Search oldalán.
- Jensen, Merrill. The Founding of a Nation: A History of the American Revolution, 1763–1776. New York: Oxford University Press, 1968.
- Maier, Pauline. American Scripture: Making the Declaration of Independence. New York: Knopf, 1997. ISBN 0679454926.
- McPherson, James. Abraham Lincoln and the Second American Revolution. (1991) ISBN 0-19-505542-X
- Middlekauff, Robert. The Glorious Cause: The American Revolution, 1763–1789. Revised and expanded edition. New York: Oxford University Press, 2005.
- Pencak, William. “The Declaration of Independence: Changing Interpretations and a New Hypothesis.” Pennsylvania History 57, no. 3 (1990): 225-235.
- Rakove, Jack N. The Beginnings of National Politics: An Interpretive History of the Continental Congress. New York: Knopf, 1979. ISBN 0801828643
- Ritz, Wilfred J. "From the Here of Jefferson's Handwritten Rough Draft of the Declaration of Independence to the There of the Printed Dunlap Broadside". Pennsylvania Magazine of History and Biography 116, number 4 (October 1992), 499–512.
- Wills, Garry. Inventing America: Jefferson's Declaration of Independence. Garden City, New York: Doubleday, 1978. ISBN 0385089767.
- Wills, Garry. Lincoln at Gettysburg: The Words That Rewrote America.(1992) ISBN 0671769561
- Wilson, Harold L. Lincoln's Sword:The Presidency and the Power of Words. (2006) ISBN 1-4000-4039-6

### Magyarul
- Az USA függetlenségi nyilatkozatának hivatalos magyar fordítása
- Matthew Spalding: Az amerikai Függetlenségi nyilatkozat és alkotmány alapelvei; ford. Csonka Judit; Common Sense Society, Bp., 2011

### Angolul
- Declaration of Independence at the National Archives (angolul)
- The Complete Text of the Declaration of Independence at the National Archives (angolul)
- "The Declaration of Independence: A History" (angolul)
- "The Stylistic Artistry of the Declaration of Independence" by Stephen E. Lucas (angolul)
- US History – Declaration of Independence (angolul)
- Duke University – The Rough Draft of the Declaration of Independence (angolul)
- Library of Congress: Declaration of Independence and Related Resources (angolul)
- Colonial Williamsburg Foundation: Principles of Freedom: The Declaration of Independence and the American Revolution (angolul)
- University of Virginia: Albert H. Small Declaration of Independence Collection Archiválva 2008. július 5-i dátummal a Wayback Machine-ben (angolul)
- PBS/NOVA: The Preservation and History of the Declaration (angolul)
- National Geographic News: "U.S. Independence Celebrated on the Wrong Day?" (angolul)
- Colonial Hall: A Line by Line Historical Analysis of the Grievances Archiválva 2010. június 5-i dátummal a Wayback Machine-ben (angolul)
- Signers of the Declaration of Independence (angolul)